# Ирдынь
Ирды́нь (укр. Ірдинь) — посёлок в Черкасском районе Черкасской области Украины.

## Географическое положение
Вблизи поселка расположено Ирдынское болото, на котором производится разработка торфа, к местам разработки подведена узкоколейная железная дорога.

## История
Посёлок был создан в 1930 году. 12 мая 1941 года получил статус посёлка городского типа.
Во время Великой Отечественной войны с 1941 до 1944 селение находилось под немецкой оккупацией. С октября 1941 до февраля 1942 года в посёлке действовала советская подпольная организация, которой руководил В. Г. Заводюк (убитый гитлеровцами), всего в советском партизанском движении участвовали 30 жителей посёлка.
По состоянию на начало 1972 года численность населения составляла 1600 человек, здесь действовали торфопредприятие, средняя школа, Дом культуры, библиотека, детский сад, больница на 25 коек, 4 магазина, столовая и стадион. Основой экономики являлась добыча торфа.

## Население
В январе 1989 года численность населения составляла 1357 человек.
На 1 января 2013 года численность населения составляла 865 человек.

### Языковой состав
Родной язык населения по данным переписи 2001 года:
| Язык       | Численность, чел. | Доля     |
| ---------- | ----------------- | -------- |
| Украинский | 1 001             | 95,52 %  |
| Русский    | 43                | 4,10 %   |
| Другое     | 4                 | 0,38 %   |
| Итого      | 1 048             | 100,00 % |

## Транспорт
Посёлок расположен в 18 км от железнодорожной станции Белозерье на линии Черкассы — им. Тараса Шевченко Одесской железной дороги.